# Whakaterepapanui
Whakaterepapanui is een eiland dat behoort tot Nieuw-Zeeland en ligt ten noordoosten van het Zuidereiland van Nieuw-Zeeland. Het eilandje ligt voor de kust van het grotere D'Urville-eiland. Het ligt in de regio Marlborough.

Het is een van de eilanden waar de brughagedis voorkomt.